# Pselaphus heisei
Pselaphus heisei är en skalbaggsart som beskrevs av Herbst 1792. Pselaphus heisei ingår i släktet Pselaphus, och familjen kortvingar. Arten är reproducerande i Sverige.